# Химико
Химико (јап. 卑弥呼, владала 183-248 ), прва јапанска владарка чије се име спомиње у кинеским изворима. Ова краљица-свештеница владала је племенским савезом Јаматај, једном од првих држава народа Јајои, предака данашњих Јапанаца. Локација њене државе предмет је спора међу јапанским историчарима.

## Сачувани подаци
Веи записи, који су најдетаљнији и најпоузданији од раних кинеских обавештења о Јапану, састављени су (пре сачуваних хроника династије Хан) најкасније до 292, године и дају скоро савремени приказ услова у западном Јапану у трећем веку. Током периода процвата династије Веи, која је била најважнија у северној Кини од 220. до 265. године, амбасаде су послате из Јапана кинеском гувернеру у Кореју, који је живео у близини данашњег Сеула. То је било између 238. и 247, а узвратне посете су обављали Кинези. То су запажања кинеских посетилаца која су оличена у извештају о Веију, и иако путници из Веија вероватно нису путовали далеко копном у Кјушу, изгледа да су се потрудили да сазнају шта се дешава и на основу интерних доказа њихови описи могу бити узети као изузетно поуздани.
Они говоре о "тридесет земаља" у Јапану које су биле у некој врсти трибутског односа према Кини. Ове "земље" су очигледно биле територије племенских поглавица, а описане су као под влашћу краљице. У ствари, Јапан је описан као Земља краљице, а дат је и списак земаља које чине групу којом је она председавала. Идентификација ове краљице и локација неколико „земаља“ су годинама спорне међу јапанским научницима, а проблем је и даље даје повода за размишљање и аргументе историчарима. У извештају о Веију се за Земљу краљице каже да се налази у округу званом Јамато (Јаматај), а Јамато је уобичајено име места које је касније коришћено за регион у централном Јапану где се царска породица Јапана населила у петом веку. Неки ауторитети сматрају да су овај Јамато и Јамато из Веи записа исти; али чини се да недавна истраживања подржавају гледиште да је Држава краљице била на западу и да је са својим придруженим земљама обухватала већи део северне половине Кјушуа и вероватно део западног краја острва Хоншу преко мореуза Шимоносеки, што би одговарало деловима провинција Суо и Нагато.
Прва важна особа из Јапана поменута по имену у Историји краљевства Веи - или било ком запису - је Химико, неудата жена у месту познатом као Јаматај, која је преузела власт после деценија рата и, као „краљица Ва“, владала у раном трећем веку. Извештај Веи каже да је имала способност да призива духове, да јој је помагао млађи брат и да је имала „хиљаду слушкиња, али само једног слугу.”
```
Дуги низ година није било владара. Тада се појавила жена по имену Химико. Остајући неудата, бавила се магијом и чаробњаштвом и опчинила народ. Тада су је поставили на престо.
```

```
Држала је хиљаду пратиља, али је мало људи виђало. Постојао је само један човек који је био задужен за њену гардеробу и оброке и [он] је деловао као њен гласник. Живела је у палати окруженој кулама и оградама, уз заштиту наоружаних стражара.
[
3
]
```

## Историјски значај
Из наведених података види се да је Химико била краљица-свештеница или шаманка, што показује постојање теократије и матријархата код народа Јајои. Када је поново дошло до рата под мушким наследником, старешине су се обратиле другој жени, Химикиној младој рођаки Ијо, која је поново успоставила ред. Иако локација и специфичности Химикине државе остају нејасни, историчари је сматрају једним од бројних локалних поглавара народа Јајои који су се борили за контролу над племенским територијама које се стално шириле. Неки научници сугеришу да је борба можда делом изазвана загревањем климе у доба Јајоја, што је подигло ниво мора, поплавило пољопривредна подручја и изазвало конкуренцију за земљиште.

### Везе са Кином
Химико је, каже историја Веија, послала три мисије са данком кинеским царевима (238. и 247), дајући им робове и тканине. Ијо је послала тридесет робова и 5.000 „белих драгуља“, поред многих комада резбареног жада и двадесет комада свилене тканине. А кинески цареви су одговорили сопственим поклонима, укључујући мноштво бронзаних огледала и налога који потврђују права даваоца поклона да владају у својим областима као пријатељи Веија.